# Eddie Razaz
Eddie Razaz (in persiano ادى رزاز‎), nome completo Ardalan Razaz Rahmati (in persiano اردلان رزاز رحمتى‎; Stoccolma, 21 dicembre 1988) è un cantante svedese.
È stato concorrente del programma svedese Idol 2009 in cui si è classificato sesto. Eddie Razaz e Rabih Jaber, un altro concorrente di Idol, divennero un duo pop di nome REbound! nel 2010 con numerosi brani ai vertici delle classifiche svedesi. Dopo lo scioglimento della band, che avvenne nell'aprile del 2011, Eddie Razaz ha continuato la sua carriera come solista. Nel novembre del 2012 è stato scritturato dalla Warner Music Svezia. Ha lavorato anche come modello ed è comparso in alcune pubblicità.

## Gli inizi
Nato a Stoccolma da genitori iraniani, fece la sua prima audizione per Swedish Idol nel 2005 ma fu eliminato durante le qualificazioni. Ha anche lavorato con un'agenzia di modelli.

## Idol 2009
Nel 2009, prese parte al programma tv Idol 2009, sesat stagione della versione svedese di Idol. Questo fu il secondo tentativo, che ebbe maggiore successo, di partecipare alla competizione dopo non essersi qualificato nel 2005. Nell'edizione del 2009 di Idol, raggiunse la Week 6 dello show, prima di essere eliminato e classificarsi definitivamente sesto.
Durante la competizione del 2009 si cimentò nei seguenti brani:
- Audizione: "Lonely No More" di Rob Thomas
- Semi-finali per la qualificazione: "Man in the Mirror" di Michael Jackson
- Finali per la qualificazione: "Hurtful" di Erik Hassle
- Week 1 (Club Idol): "Release Me" di Agnes Carlsson
- Week 2 (Michael Jackson): "They Don't Care About Us" di Michael Jackson
- Week 3 (Rock): "Beautiful Day" di U2
- Week 4 (Las Vegas): "Can't Take My Eyes Off You" di Frankie Valli
- Week 5 (migliori tracce internazionali): "If You're Not the One" di Daniel Bedingfield
- Week 6 (Topplisten hits): "Curly Sue" di Takida come solista e "If Only You" (di Danny Saucedo feat. Therese) come duetto con Reza Ningtyas Lindh
- Eliminazione e sesta posizione

## La band REbound!
Dopo la fine di Idol, Eddie Razaz si unì a Rabih Jaber, cantante svedese di origini Libanesi e concorrente della sesta stagione dell'Idol svedese, a formare Rebound! (spesso scritto come REbound! con la R maiuscola a significare Rabih e la lettera E maiuscola per Eddie) che lanciò diverse hits, la più importante delle quali, "Hurricane", raggiunse la prima posizione della Sverigetopplistan, la classifica ufficiale dei Singoli svedesi, il 7 maggio del 2010. Seguirono i singoli "Not Helpless" e "Psycho" prima dello scioglimento nell'aprile del 2011.

### Carriera solista
Secondo alcune fonti, Razaz aveva in serbo un album per il suo debutto da solista nel 2012, in collaborazione con il rapper e cantautore svedese Rebstar di origine curdo-persiana. L'album non è mai uscito.
Melodifestivalen
Eddie Razaz partecipò al Melodifestivalen 2013 con la canzone "Alibi" scritta da Peter Boström e Thomas G:son con l'obiettivo di rappresentare la Svezia agli Eurovision Song Contest 2013 che si tennero a Malmö, Svezia. Si esibì nella terza semi-finale nella Skellefteå Kraft Arena, Skellefteå il 16 febbraio 2016, ma non si qualificò per le finali.

## Altri ingaggi
Razaz ha all'attivo anche una carriera come modello. Molte delle sue foto di semi-nudo circolavano già prima della sua apparizione in Idol. Le foto erano state scattate da un'agenzia di modelli come rivelò lui stesso in un'intervista con il magazine gay svedese QX e lo resero famoso in molti forum gay e di lifestyle internazionali. Posò anche per la marca Tom Ford di occhiali da sole, fotografato da Bingo Rimér.

## Vita privata
Nel maggio 2010 venne pubblicata un'intervista alla rivista svedese gay QX in cui Eddie Razaz si dichiarava gay. Quando gli venne chiesto perché non avesse fatto coming out durante Idol, rispose a 
Anders Öhrman di QX: "Ho sempre vissuto liberamente e mi sono battuto tutta la vita per questo. I miei genitori sono stati un grande supporto e non hanno mai avuto dei problemi con la mia sessualità. Sono fortunato ad avere dei genitori tanto meravigliosi. Quando ti trovi sotto i riflettori, questioni come il "coming out" tornano a galla, ma non me la sentivo, doveva essere spontaneo. Adesso non mi sento costretto e ho voglia di dirlo."

## Discografia

### Singoli
Con Rebound!
| Titolo                                          | Anno | Posizione in classifica | Album                |
| Titolo                                          | Anno | SWE                     | Album                |
| ----------------------------------------------- | ---- | ----------------------- | -------------------- |
| "Hurricane"                                     | 2010 | 1                       | nessun album solista |
| "Not Helpless"                                  | 2010 | —                       |                      |
| "Not Helpless (If Only You Knew Remix di Rink)" | 2010 | —                       |                      |
| "Psycho"                                        | 2011 | —                       |                      |

Da solista
| Titolo  | Anno | Posizione in classifica | Album                 |
| Titolo  | Anno | SWE                     | Album                 |
| ------- | ---- | ----------------------- | --------------------- |
| "Alibi" | 2013 | 47                      | Melodifestivalen 2013 |